# Calosaturnia mendocino
Calosaturnia mendocino är en fjärilsart som beskrevs av Wilhelm Julius Behrens 1876. Calosaturnia mendocino ingår i släktet Calosaturnia och familjen påfågelsspinnare. Inga underarter finns listade i Catalogue of Life.